# Japán görény
A japán görény (Mustela itatsi) a menyétfélék családjába tartozó, Japánban honos kisragadozó.

## Előfordulása
Eredetileg Japán nagy szigetei közül Honsún, Kjúsún és Sikokun élt. A 19. század végén a patkányok és egerek ellen betelepítették Hokkaidóra és a Rjúkjú-szigetekre is. Az 1930-as években Szahalin déli részére és bevitték, de ott 1980 óta nem figyelték meg és feltehetően kiveszett.

## Megjelenése
A japán görény hímjeinek testhossza 28–39 cm közötti, amihez még hozzájárul 15–21 cm-es farka. Testsúlyuk 650-820 g. A nőstények jelentősen kisebbek, testük 25-30,5 cm, farkuk 13,3-16,4 cm, súlyuk pedig 360-460 g. A többi menyétféléhez hasonlóan testük hosszú és hajlékony, lábaik rövidek, nyakuk és fejük erőteljes. Bundájuk világos vörösbarna, néha szinte narancsszínű. Téli szőrzetük világosabb és sűrűbb. Arcuk sötétbarna vagy feketés, orruk közvetlen környéke és torkuk fehér.
Közeli rokona a szibériai görény, egyes taxonómusok a japán görényt ennek alfajának tekintik.

## Életmódja
A japán görény elsősorban a hegyek, dombok erdeiben él, de gyakran kimerészkedik a mezőkre, sőt a településekre is. Lehetőleg folyók, patakok mentén tanyázik, a parti iszapban gyakran megtalálhatóak lábnyomai.
Magányos állatok, csak párzás idején keresik egymás társaságát. Territóriumukat agresszívan védik, akár náluk nagyobb állatokkal szemben is. Ha megijesztik vagy sarokba szorítják, anális bűzmirigyeiből kellemetlen szagú váladékot spriccel ki, hogy elriassza ellenfelét.
Nappal és éjjel is aktívak lehetnek. Opportunista ragadozók: kisemlősökre, madarakra, gyíkokra, békákra, rákokra vadásznak, de megeszik a madártojást, rovarokat, gyümölcsöket, bogyókat is. Megölheti a baromfit is. Ha jóllakott, zsákmánya maradékát elrejti későbbre. Az erőteljesebb hímek többet vadásznak, míg a nőstények étrendje több rovart, gilisztát és gyümölcsöt tartalmaz.
A japán görényre ragadozó madarak, rókák, nyestek, kóbor macskák vadászhatnak.

## Szaporodása
Párzási időszaka májustól június végéig tart. A hím a szagnyomok alapján kutatja fel a nőstényt, majd az udvarlás során több óráig vagy akár egy-két napig is játszhatnak és harapdálhatják egymást. Táplálékban bő években augusztusban ismét sor kerülhet párzásra és a nőstények egy második fészekaljat is felnevelhetnek. A vemhesség kb. 30 napig tart. A nőstény föld alatti járatokban, faodúkban építi meg tollakkal, száraz fűvel és szőrrel kibélelt fészkét. A nőstény egyszerre 2-12 (többnyire 5-6) utódot hoz világra, amelyeket egyedül nevel fel. A kölykök addig szopnak, amíg tépőfogaik teljesen ki nem fejlődnek, ezután már húst is esznek. A vadászat fogásait az egymással való verekedéssel, játékkal gyakorolják, majd ha elég nagyok elkísérik anyjukat vadászni. Nyolchetes korukban már önállóak, az ivarérettséget egyévesen érik el.
Közeli rokonuk, a szibériai görény 8 évig is él fogságban, de a japán görények vadon feltehetőleg átlagosan csak 2-3 évig élnek.

## Természetvédelmi helyzete
A japán görény a Természetvédelmi Világszövetség Vörös listáján mérsékelten fenyegetett státusszal szerepel. Száma csökkenőben van és lehetséges, hogy a betelepített szibériai görénnyel hibridizálódik is. A nőstényekre vadászati tilalom van érvényben.

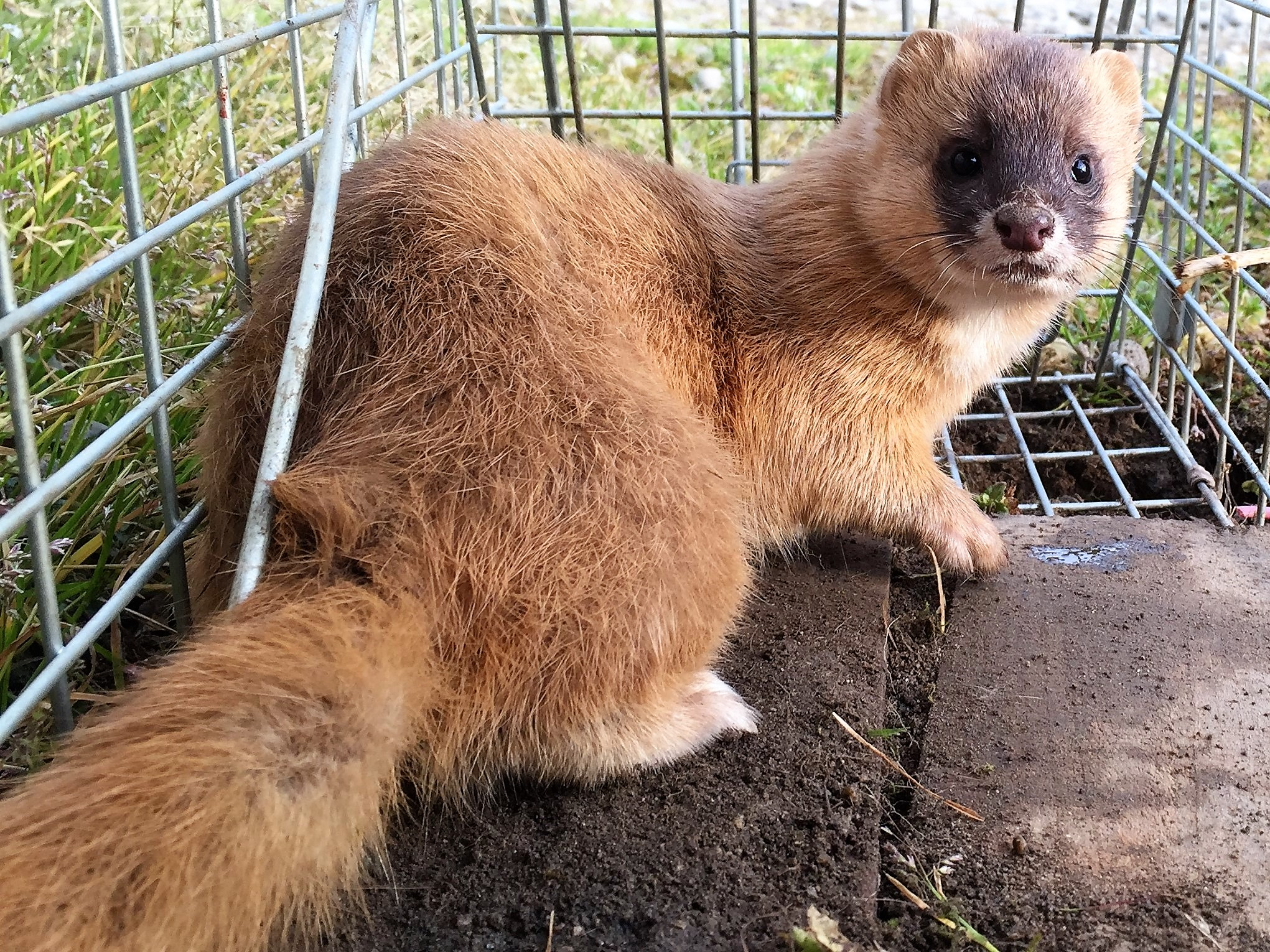
Fogságba esett japán görény
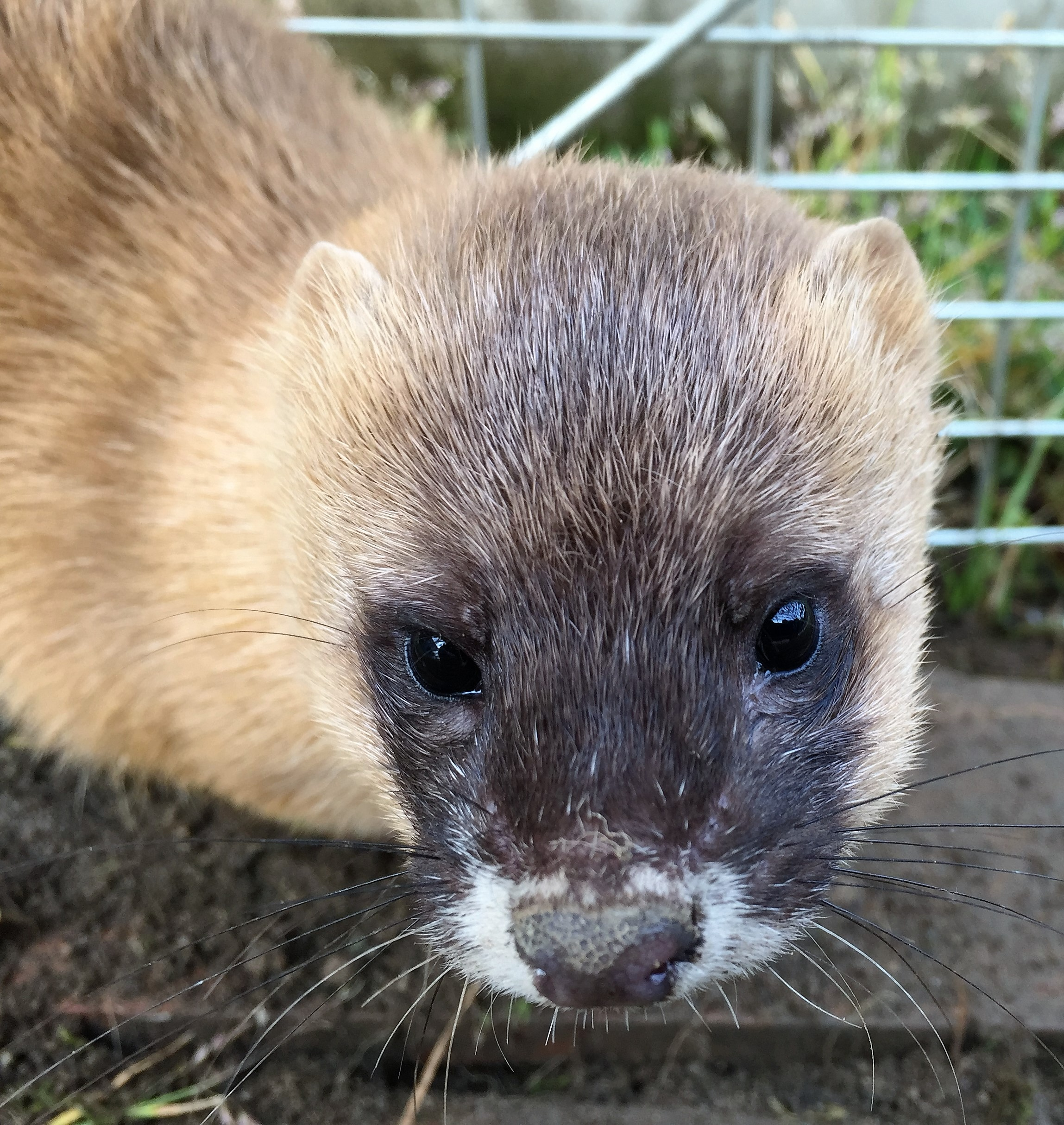
Feje közelről
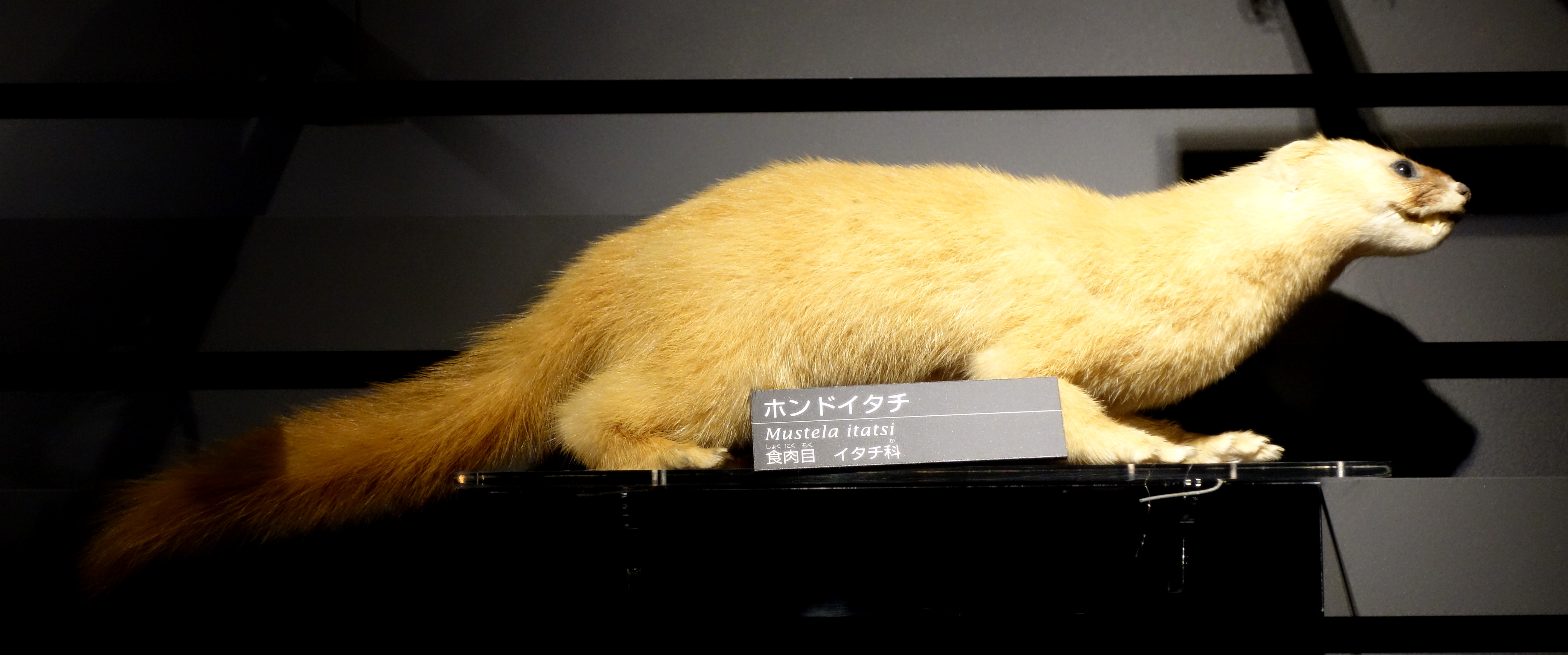
Kitömött görény a tokiói Természettudományi Múzeumban
Jól mászik fára is